# ヴィオラ協奏曲 (グバイドゥーリナ)
ヴィオラ協奏曲はロシアの作曲家、ソフィア・グバイドゥーリナが1996年に作曲したヴィオラと管弦楽のための協奏曲である。演奏時間は約34分。
作品はヴィオラ奏者のユーリ・バシュメットのために書かれている。

## 初演
作品は1997年4月17日に、シカゴ・シンフォニーホールにて、ユーリ・バシュメットの独奏、ケント・ナガノ指揮、シカゴ交響楽団によって世界初演された。

## 編成
独奏ヴィオラ、フルート2、ピッコロ2 (アルト・フルート持ち替え)、バス・フルート、オーボエ、クラリネット、ファゴット、ホルン3 (ワーグナー・チューバ持ち替え)、トランペット、Es管トランペット2、バス・トロンボーン1 (コントラバス・トロンボーン持ち替え)、パーカッション5、キーボード2 (ピアノ、チェレスタ、チェンバロ)、弦楽合奏、四分音低く調律された弦楽四重奏。

## 構成
オーケストラと、四分音低く調律された弦楽四重奏、そしてヴィオラ独奏を対比させている。序奏、2つの主題提示、3つのセクションからなる展開部、コーダの7部で構成された単一楽章。

## 録音
- Universal Music Russiaレーベルからユーリ・バシュメットの独奏、ヴァレリー・ゲルギエフ指揮、マリンスキー・オーケストラ演奏による録音が、ギヤ・カンチェリの「ステュクス」とともに収録されている。